# Epeolus scutellaris
Epeolus scutellaris is een vliesvleugelig insect, te vinden in midden en noord Amerika, uit de familie bijen en hommels (Apidae). De wetenschappelijke naam van de soort is voor het eerst geldig gepubliceerd in 1824 door Say.